# Cantone di Montiers-sur-Saulx
Il Cantone di Montiers-sur-Saulx era una divisione amministrativa dell'arrondissement di Bar-le-Duc.
È stato soppresso a seguito della riforma complessiva dei cantoni del 2014, che è entrata in vigore con le elezioni dipartimentali del 2015.
Comprendeva i comuni di:
- Biencourt-sur-Orge
- Le Bouchon-sur-Saulx
- Brauvilliers
- Bure
- Couvertpuis
- Dammarie-sur-Saulx
- Fouchères-aux-Bois
- Hévilliers
- Mandres-en-Barrois
- Ménil-sur-Saulx
- Montiers-sur-Saulx
- Morley
- Ribeaucourt
- Villers-le-Sec